# Celeus
Celeus – rodzaj ptaków z podrodziny dzięciołów (Picindae) w obrębie rodziny dzięciołowatych (Picidae).

## Rozmieszczenie geograficzne
Rodzaj obejmuje gatunki występujące w Ameryce.

## Morfologia
Długość ciała 19–30 cm; masa ciała 58–200 g.

## Systematyka
Rodzaj zdefiniował w 1831 roku niemiecki zoolog Friedrich Boie w artykule poświęconym uwagom na temat gatunków oraz niektórych rodzin i klanów ornitologicznych, opublikowanym w czasopiśmie Isis von Oken. Gatunkiem typowym jest (późniejsze oznaczenie) dzięcioł żółtawy (C. flavescens).

### Etymologia
- Celeus: gr. κελεος keleos ‘zielony dzięcioł’[10].
- Malacolophus: gr. μαλακος malakos ‘miękki, delikatny’; λοφος lophos ‘czub, grzebień’[11]. Gatunek typowy (późniejsze oznaczenie)[12]: Picus elegans Statius Müller, 1776.
- Celeopicos: rodzaj Celeus Boie, 1831; nowogr. πικος pikos ‘dzięcioł’, od łac. picus ‘dzięcioł’[13]. Gatunek typowy (późniejsze oznaczenie)[14]: Picus flavescens J.F. Gmelin, 1788.
- Cerchneipicus: rodzaj Cerchneis[b] Boie, 1826 (pustułka); łac. picus ‘dzięcioł’[15]. Gatunek typowy (późniejsze oznaczenie)[12]: Picus tinnunculus Wagler, 1829.
- Xanthopicus: gr. ξανθος xanthos ‘żółty’; nowogr. πικος pikos ‘dzięcioł’, od łac. picus ‘dzięcioł’[16]. Gatunek typowy (późniejsze oznaczenie)[17]: Picus flavescens J.F. Gmelin, 1788.
- Cerchneopipo: rodzaj Cerchneis Boie, 1826 (pustułka); gr. πιπω pipō ‘dzięcioł’[18].
- Crocomorphus: gr. κροκος krokos ‘szafran, żółty’; μορφη morphē ‘forma, wygląd’[19]. Gatunek typowy (oryginalne oznaczenie): Picus flavus Statius Müller, 1766.

### Podział systematyczny
Do rodzaju należą następujące gatunki:
- Celeus loricatus (Reichenbach, 1854) – dzięcioł czerwonobrody
- Celeus torquatus (Boddaert, 1783) – dzięcioł obrożny
- Celeus galeatus (Temminck, 1822) – dzięcioł hełmiasty
- Celeus castaneus (Wagler, 1829) – dzięcioł jasnogłowy
- Celeus undatus (Linnaeus, 1766) – dzięcioł tygrysi
- Celeus flavus (Statius Müller, 1776) – dzięcioł kremowy
- Celeus spectabilis P.L. Sclater & Salvin, 1880 – dzięcioł rdzawoczuby
- Celeus obrieni Short, 1973 – dzięcioł brazylijski
- Celeus ochraceus (von Spix, 1824) – dzięcioł ochrowy
- Celeus flavescens (J.F. Gmelin, 1788) – dzięcioł żółtawy
- Celeus elegans (Statius Müller, 1776) – dzięcioł kasztanowaty
- Celeus lugubris (Malherbe, 1851) – dzięcioł jasnoczuby